# Weidengrund
Der Weidengrund ist ein geschützter Landschaftsbestandteil und ein Gewässer im Ortsteil Berlin-Marzahn des Berliner Bezirks Marzahn-Hellersdorf.

## Unterschutzstellung
Der Weidengrund wurde zum geschützten Landschaftsbestandteil erklärt gemäß §§ 18 und 22 des Berliner Naturschutzgesetzes
vom 30. Januar 1979 (GVBl. S. 183) und zuletzt geändert durch Artikel V des Gesetzes vom 19. Juli 1994 (GVBl. S. 241). Das Gesetz trat am 5. September 1994 in Kraft.

## Beschreibung
Das Gewässer liegt nördlich der Ahrensfelder Berge. Auf dem Gebiet wurde früher Sand abgebaut, daraus bildete sich eine Grube und im Verlauf der Zeit entstand ein kleines Gewässer. Am Ufer des Gewässers siedelten sich Grau-, Silber- und Bruchweiden an. Außerdem kann man Zwergtaucher, Stockenten, Teichrallen und Ringelnatter beobachten. Aus der naheliegenden Schule wird das Gewässer über deren Dachentwässerung mit Regenwasser gespeist. Das Gewässer liegt meistens trocken.

## Schutzzweck
Dieser Landschaftsbestandteil muss dauerhaft geschützt werden, die ausgehende visuelle und ökologische Belebung des Orts- und Landschaftsbildes muss erhalten bleiben. Außerdem muss es in seiner Gesamtheit sowie für diesen Lebensraum typischen Tier- und Pflanzenarten und für die Wasserfläche im Einzelnen erhalten bleiben.